# Sue Klebold
Sue Klebold (* 25. März 1949 als Susan Frances Yassenoff in Columbus, Ohio) ist eine US-amerikanische Autorin und Aktivistin. Weltweite Bekanntheit erlangte sie, nachdem ihr 17-jähriger Sohn Dylan Klebold gemeinsam mit seinem Schulfreund Eric Harris am 20. April 1999 den Amoklauf an der Columbine High School verübt und sich anschließend das Leben genommen hatte.
Klebold verarbeitete die Tat und den Suizid ihres Sohnes in ihren 2016 erschienenen Memoiren Liebe ist nicht genug – Ich bin die Mutter eines Amokläufers (Originaltitel: A Mother’s Reckoning: Living in the Aftermath of Tragedy), die zu einem Bestseller wurden. Ihren Anteil am Erlös des Buches spendet sie an Einrichtungen, die sich der Suizid- und Gewaltprävention sowie der Aufklärung über psychische Erkrankungen und deren Erforschung widmen. Sie selbst hält regelmäßig Vorträge zur Suizidprävention.

## Biografie

### Klebolds Leben vor dem Amoklauf
Sue Klebold kam am 25. März 1949 als Tochter von Charlotte (geb. Haugh, 1921–1987) und Milton Rice Yassenoff (1919–1967) in Columbus im US-Bundesstaat Ohio zur Welt. Ihre Mutter war Buchhalterin und ihr Vater, der russische Vorfahren hatte, arbeitete als Kinomanager. Er war als Kleinkind von dem erfolgreichen jüdischen Geschäftsmann Leo Yassenoff (1893–1971) und dessen Frau Betty (geb. Lupton) adoptiert worden. Leo Yassenoff galt als Philanthrop und hinterließ bei seinem Tod fast sein gesamtes Multi-Millionen-Dollar-Vermögen wohltätigen Einrichtungen. Nach ihm wurde das jüdische Gemeinschaftszentrum in Columbus benannt.
Klebold wuchs mit ihrer älteren Schwester Diane und ihrem jüngeren Bruder Philip in Bexley, Ohio, auf. Nach ihrem Schulabschluss an der Columbus School for Girls im Jahr 1967 studierte sie zunächst am Knox College in Galesburg, Illinois, und wechselte im Jahr 1969 an die Ohio State University. Dort lernte sie Thomas Klebold (* 1947) kennen, den sie im Juli 1971 heiratete. Im Jahr 1972 schloss Klebold ihr Studium mit einem Bachelor of Science in Kunstpädagogik mit Psychologie im Nebenfach ab. Danach zog sie mit ihrem Mann nach Milwaukee, Wisconsin, wo sie als Kunsttherapeutin in einem psychiatrischen Krankenhaus arbeitete. 1975 nahm sie ein Studium am Cardinal Stritch College auf, das sie mit einem Master in Bildungswissenschaften abschloss. Neben dem Studium unterrichtete sie sozial benachteiligte Grundschüler.
Im Oktober 1978 brachte Klebold ihren ersten Sohn Byron zur Welt. Zwei Jahre später zogen die Klebolds nach Colorado, wo sie sich in Littleton in der Metropolregion von Denver niederließen. Im Rahmen ihrer Arbeit am Colorado Community College unterstützte sie Menschen mit Behinderung bei der Integration in den Arbeitsmarkt. Im September 1981 wurde ihr zweiter Sohn Dylan geboren, der ab 1995 die Columbine High School in Columbine besuchte. Sue und Thomas Klebold galten als aufmerksame, besorgte sowie engagierte Eltern und duldeten keine Waffen in ihrem Haushalt. Rückblickend meinte Sue Klebold: „Die Gewöhnlichkeit unseres Lebens vor Columbine wird an meiner Geschichte für die Menschen vielleicht am schwersten zu verstehen sein.“

### Der Tag des Amoklaufs und die Zeit danach
Am Morgen des 20. April 1999 hörte Sue Klebold, wie ihr 17-jähriger Sohn Dylan noch vor Sonnenaufgang eilig das Haus verließ. Später am Vormittag verübten er und sein 18-jähriger Schulfreund Eric Harris einen Amoklauf an ihrer Schule, bei dem sie zwölf Schüler und einen Lehrer erschossen. Weitere 24 Menschen wurden zum Teil schwer verletzt. Anschließend nahmen sich die beiden selbst das Leben. Sue Klebold befand sich an ihrem Arbeitsplatz in Denver, als sie gegen 12:00 Uhr mittags von ihrem Mann verständigt wurde, dass es eine Schießerei an der Columbine High School gegeben hatte und Dylan als einer der Tatverdächtigen galt. Am späten Nachmittag informierte die Polizei sie über den Tod ihres Sohnes und verwies die Klebolds ihres Hauses, um es nach Beweismaterial durchsuchen zu können. Der Name ihres Sohnes wurde am späten Abend des Tattages von den Medien bekanntgegeben. In den folgenden vier Tagen tauchten die Klebolds bei Verwandten unter, um den Reportern zu entgehen. Aus Sorge vor Grabschändungen ließen Sue und Thomas Klebold die Leiche ihres Sohnes am 24. April 1999 einäschern. Die Trauerfeier fand im engsten Familien- und Freundeskreis statt.
Am Tag nach dem Amoklauf gaben die Klebolds über ihren Rechtsanwalt eine Erklärung ab, in der sie den Angehörigen der Opfer und den Verletzten ihr Mitgefühl aussprachen. Im Mai 1999 schrieb Sue Klebold den 13 Familien der Ermordeten und später auch den verwundeten Opfern persönliche Briefe, in denen sie ihr Beileid bekundete.
Die Klebolds glaubten zunächst nicht an eine vorsätzliche Tatbeteiligung ihres Sohnes. Erst nachdem sie im Oktober 1999 nach Abschluss der Ermittlungen den Polizeibericht erhalten und Videoaufnahmen gezeigt bekommen hatten, auf denen Dylan und Eric über ihren Tatplan sprachen, erkannten sie das Ausmaß der Tat und seiner Schuld. Im Interview mit Andrew Solomon erklärte Sue Klebold später: „Diese Videos zu sehen, war so traumatisch wie das ursprüngliche Ereignis […] Alles was ich nicht glauben wollte, war wahr. Dylan war ein bereitwilliger Tatbeteiligter und das Massaker war kein spontaner Impuls.“ Später kamen die Ermittler nach Auswertung seiner hinterlassenen Tagebuchaufzeichnungen zu dem Schluss, dass Dylan seit rund zwei Jahren depressiv und suizidal gewesen war. Die Klebolds erfuhren erst ein Jahr nach der Tat von der Existenz und dem Inhalt seiner schriftlichen Aufzeichnungen.
Nach dem Amoklauf waren Sue und Thomas Klebold sowie die Eltern von Eric Harris massiver Kritik, zahlreichen Schuldzuweisungen und Anfeindungen der Öffentlichkeit ausgesetzt. Ihnen wurde unter anderem mangelnde elterliche Fürsorge und das Übersehen von Warnsignalen vorgeworfen. Trotz der Anfeindungen entschieden die Klebolds sich dagegen, ihren Namen zu ändern oder wegzuziehen. Sie wurden von ihren Freunden sowie Nachbarn unterstützt und beschützt. Gleichwohl lebten die Klebolds in den ersten Monaten nach der Tat sehr isoliert und konnten sich weder ihren Freunden noch einer Selbsthilfegruppe anvertrauen, da diese unter Umständen in einem späteren Gerichtsverfahren gegen sie hätten aussagen müssen.
Weder die Klebolds noch Harris’ Eltern wurden strafrechtlich belangt. Mit den Familien der Opfer schlossen beide Elternpaare im April 2001 einen Vergleich über eine Entschädigungssumme von insgesamt 1,6 Mio. US-Dollar, die von ihren Hauseigentümerversicherungen gedeckt wurde. Nach Beilegung der Rechtsstreitigkeiten kam es im Laufe der Jahre zu persönlichen Treffen zwischen Klebold und einigen Opferangehörigen.
Im Juli 2003 sagten die Klebolds und Harris’ Eltern unter Eid sowie unter Ausschluss der Öffentlichkeit vor Gericht aus. Die protokollierten und per Gerichtsbeschluss versiegelten Aussagen werden bis zu ihrer geplanten Veröffentlichung im Jahr 2027 aufgrund ihres historischen Werts im Nationalarchiv der USA aufbewahrt.
Zwei Jahre nach dem Amoklauf erkrankte Klebold an Brustkrebs, von dem sie geheilt werden konnte. Später entwickelte sie eine posttraumatische Belastungsstörung und litt an Panikattacken. Die Ehe der Klebolds wurde 2014 nach 43 Jahren geschieden. Als Scheidungsgrund gab Sue Klebold an, dass ihre Ansichten zur Tat und die Art ihrer Trauerbewältigung zu unterschiedlich gewesen seien, sodass sie am Ende keine Gemeinsamkeiten mehr gehabt hätten. Während Thomas Klebold die Tatursachen eher auf äußere Faktoren wie das soziale Klima der Schule bzw. Mobbing zurückführte und mit dem Erlebten abschließen wollte, litt Sue Klebold unter Schuldgefühlen und setzte sich introspektiv mit der Entwicklung ihres Sohnes zum Amokläufer auseinander.

### Schritt in die Öffentlichkeit
In den ersten fünf Jahren nach dem Amoklauf mieden die Klebolds auf Anraten ihres Rechtsanwalts den Kontakt zu den Medien, zum einen aus Angst, dass ihre Äußerungen falsch ausgelegt werden könnten, und zum anderen, weil sie in den Monaten nach der Tat zahlreiche Drohungen erhielten. Im Mai 2004 bezogen sie in einem Interview mit der New York Times erstmals öffentlich Stellung zum Amoklauf ihres Sohnes sowie der Kritik an ihnen und erklärten, dass Dylan die Tat nicht wegen, sondern entgegen seiner Erziehung begangen habe. Ein weiteres Interview gewährten Klebold und ihr Mann im Jahr 2012 für Andrew Solomons Buch Weit vom Stamm. Darin sagte sie über ihren Sohn: „Ich weiß, dass es besser für die Welt gewesen wäre, wenn Dylan nie geboren worden wäre. Aber ich glaube, dass es nicht besser für mich gewesen wäre.“ Ein weiteres Interview gab sie Katherine Schwarzenegger Pratt für deren Buch The Gift of Forgiveness: Inspiring Stories from Those Who Have Overcome the Unforgivable (2020).
Im Jahr 2009 verfasste Sue Klebold einen Essay für Oprah Winfreys O-Magazin, in dem sie schreibt, dass sie nichts von der Depression und Suizidalität ihres Sohnes geahnt habe. Die Denver Post urteilte, dass der Essay eloquent geschrieben und bewegend sei, zugleich enthülle er aber wenig, was zum Verständnis beitrage. Im Jahr 2016 veröffentlichte sie ihre Memoiren Liebe ist nicht genug – Ich bin die Mutter eines Amokläufers, in denen sie Einblick in Dylans Kindheit und Jugend sowie ihr Familienleben vor und nach der Tat gewährt. Außerdem versucht sie, Erklärungen für das Handeln ihres Sohnes und Antworten darauf zu finden, wie die Tat hätte verhindert werden können. Ihr eigenes Versagen sieht sie darin, die Anzeichen der psychischen Probleme ihres Sohnes nicht erkannt zu haben. Laut Klebold war ihrem Ex-Ehemann und ihrem Sohn Byron nicht wohl bei dem Gedanken an die Veröffentlichung ihrer Memoiren, sie hätten jedoch nie versucht, sie daran zu hindern. Das Werk rangierte in der Kategorie Sachbuch auf Platz 2 der Bestsellerliste der New York Times. Ihren Anteil am Erlös des Buches spendet Klebold an Organisationen, die sich der Suizid- und Gewaltprävention sowie der Aufklärung über psychische Erkrankungen und deren Erforschung widmen. Die Höhe ihrer Spenden belief sich im Zeitraum von 2015 bis Ende 2018 auf insgesamt 427.200 US-Dollar.
Ihr erstes Fernsehinterview gewährte Klebold im Februar 2016 Diane Sawyer für das ABC-Special 20/20: Silence Broken. A Mother’s Reckoning. Darin sagte sie unter anderem: „Ich denke, wir glauben gerne, dass unsere Liebe und unser Verständnis beschützend wirken, und ‚wenn etwas mit meinen Kindern nicht stimmt, ich es wissen würde‘, aber ich wusste es nicht, und ich konnte ihn nicht davon abhalten, andere Menschen zu verletzen. Ich konnte nicht verhindern, dass er sich selbst verletzt, und es ist sehr schwer, damit zu leben.“ Die Reaktionen auf das Interview fielen gemischt aus. Während die Generalstaatsanwaltschaft des Bundesstaates Colorado via Twitter kommentierte, dass Klebolds Schritt an die Öffentlichkeit unverantwortlich sei, weil er Nachahmer ihres Sohnes inspirieren könnte, äußerte die Tochter des bei dem Amoklauf getöteten Lehrers Mitgefühl für Sue Klebold: „Wenn jemandes Schmerz größer ist als meiner, dann nehme ich an, dass es ihrer ist.“ Anne Marie Hochhalter, die bei dem Amoklauf schwer verletzt wurde und seither im Rollstuhl sitzt, teilte über Facebook mit, dass sie keinen Groll gegen Sue Klebold hege, und lobte, dass sie den Erlös ihres Buches spendet. Patrick Ireland, der zwei Kopfschüsse überlebt hatte, die ihm von Dylan Klebold zugefügt worden waren, äußerte anlässlich des Interviews, dass er es bevorzuge, die Täter und deren Familien zu vergessen. Der Autor Dave Cullen befand, dass Klebold in dem Interview „mitreißende Einsichten und ein packendes Porträt“ über die allmähliche Entwicklung ihres Sohnes zum Mörder geliefert habe: „Wir haben die Qual einer Mutter gesehen, die mit diesen zwei Gesichtern ihres Jungen leben muss und selbst jetzt noch damit ringt, sie in Einklang zu bringen […].“
Klebold bestätigte in Interviews, dass sie gelegentlichen Kontakt zu Eric Harris’ Eltern habe, betonte aber, dass sie deren Privatsphäre schützen wolle und dass niemand das Schweigen der Harrises zu dem Amoklauf als Gleichgültigkeit auffassen solle. Für die meisten Angehörigen von Menschen, die etwas so Schreckliches getan hätten, sei es zu schwierig, an die Öffentlichkeit zu gehen und die Erinnerung an das Ereignis immer wieder aufleben zu lassen. Ihre eigene Bereitschaft, darüber zu sprechen, sei die Ausnahme.

### Klebolds Ansichten zur Tatbeteiligung ihres Sohnes
Klebold ist zu der Auffassung gekommen, dass der Amoklauf nicht auf eine einzelne Ursache wie Mobbing oder mangelhafte Waffenkontrolle zurückgeführt werden könne, sondern durch eine Kombination von biologischen, psychologischen, sozialen und ökologischen Faktoren sowie auslösenden Ereignissen bedingt gewesen sei. Neben dem Einfluss seines Komplizen Eric Harris hält sie vor allem Dylans Suizidalität entscheidend für seine Tatbeteiligung.
Sie versteht den Tod ihres Sohnes als erweiterten Suizid (murder-suicide). Diese Sichtweise habe es ihr ermöglicht, den Amoklauf in einem anderen Licht zu betrachten:  „Was auch immer er sonst noch vorhatte, Dylan ist zur Schule gegangen, um zu sterben.“
Über seinen Geisteszustand und die Psyche von Harris, der von Experten als Psychopath eingestuft wurde, sagte sie in einem Interview mit dem Guardian: „Sie waren in unterschiedlicher psychischer Verfassung. Ich nehme an, dass Dylan eine Art affektive Störung hatte. Ich glaube, dass die Psychopathie in eine andere Kategorie fällt. […] Ich möchte nicht sagen, dass jemand Verbrechen begeht, weil er eine Geisteskrankheit hat – das ist nicht wahr –, aber ich glaube fest daran, dass sowohl Dylan als auch Eric Opfer ihrer eigenen Pathologie waren, so wie alle anderen Opfer dieser Pathologie waren.“
Im Interview mit Diane Sawyer äußerte Klebold ihre Überzeugung, dass sie die Tatbeteiligung ihres Sohnes hätte verhindern können, wenn sie erkannt hätte, dass etwas mit ihm nicht stimmte: „[…] wenn ich erkannt hätte, dass Dylan echte psychische Probleme hatte … er wäre nicht dort gewesen. Er hätte Hilfe bekommen.“

### Soziales Engagement
Seit dem Amoklauf und Suizid ihres Sohnes engagiert Klebold sich für die Suizidprävention, indem sie unter anderem regelmäßig Vorträge hält. Ihr Vortrag My son was a Columbine shooter. This is my story bei TED Talks im November 2016 wurde bis Juni 2021 über 12 Mio. mal aufgerufen. Sie ist Mitglied des Loss and Healing Councils der Amerikanischen Stiftung für Suizidprävention (American Foundation for Suicide Prevention, kurz AFSP) sowie eines Unterausschusses der National Suicide Prevention Lifeline. Zudem beteiligte sie sich an dem im Jahr 2019 erschienenen Dokumentarfilm American Tragedy – Love Is Not Enough, in dem sie interviewt und ihre Geschichte nachgestellt wird. Im Abspann des Films wird darauf hingewiesen, dass ihre Mitwirkung unentgeltlich erfolgte.
Klebold sieht in ihrem Engagement ihre Berufung: „[Anfangs] fühlst du dich hilflos und vom Leben gebeutelt und dann fängst du an, dich wie ein Überlebender zu fühlen [und] versuchst anderen Menschen zu helfen, diese Art von Verlust durchzustehen. Und dann wirst du zu einem Verfechter, jemandem, der etwas verändern will und es kristallisiert sich heraus, wofür du leben und kämpfen willst.“ Der Psychologe und Autor Peter Langman, den Klebold während ihrer Recherchen für ihr Buch befragt hatte, schrieb über sie: „Ich habe Dutzende von Schulamokläufern und deren Familien studiert und kenne keinen anderen Elternteil eines Täters, der diesen Weg eingeschlagen hat. Ich bewundere Sue Klebolds Mut und Engagement.“

## Werke
- I Will Never Know Why. Essay in O, The Oprah Magazine, November 2009.
- Liebe ist nicht genug – Ich bin die Mutter eines Amokläufers. Aus dem Amerikanischen von Andrea Kunstmann. S. Fischer Verlag, Frankfurt am Main 2016, ISBN 978-3-596-03431-4 (Taschenbuch); ISBN 978-3-10-403579-6 (E-Book);
 Original: A Mother’s Reckoning: Living in the Aftermath of Tragedy. The Crown Publishing Group (Penguin Random House), New York, NY 2016, ISBN 978-1-101-90275-2 (gebundene Ausgabe); ISBN 978-0-147-52670-0 (Hörbuch, gelesen von Sue Klebold, Random House Audio).
- If guns had been harder for my son to buy, Columbine might not have happened. Op-Ed in The Washington Post, Februar 2016.

## Filmmaterial
- 2016: 20/20: Silence Broken. A Mother’s Reckoning (ABC-Special, Sue Klebold im Interview mit Diane Sawyer)
- 2016: The Dr. Oz Show (Sue Klebold im Interview mit Mehmet Oz)
- 2019: American Tragedy – Love Is Not Enough (Dokumentarfilm)
- 2019: The Fifth Estate (Staffel 45, Folge 5: Dear Mr. Bissonnette; Sue Klebold im Interview mit Mark Kelley)
- 2021: Eltern eines Amokläufers (Arte-Dokumentation)